# Франческо Гонзага
Вижте пояснителната страница за други личности с името Франческо Гонзага.
Франческо Гонзага (на италиански: Francesco II Gonzaga; * 6 декември 1538, Палермо, † 6 януари 1566, Рим) от род Гонзага, е от 1561 г. кардинал на Римокатолическата църква в Италия, от 1562 г. архиепископ на Козенца и от 1565 г. епископ на Мантуа.

## Живот
Той е вторият син на Феранте I Гонзага († 15 ноември 1557), граф на Гуастала, вицекрал на Сицилия, и Изабела ди Капуа († 17 септември 1559), дъщеря на херцог Фердинанд от Молфета. По-големият му брат Чезаре I Гонзага е граф на Гуастала и херцог на Амалфи, а по-малкият му брат Джовани Винченцо Гонзага е кардинал от 1578 г.
Франческо Гонзага следва право и теология в Гвастала през 1538 г. и става комендаторски абат в Акванегра. Папа Пий IV го издига на 25 февруари 1561 г. на кардинал-дякон на църквата San Nicola in Carcere в Рим. През 1562 г. той е избран за архиепископ на Козенца, но заради възрастта си става само администратор на епископството. След това през 1565 г. той е епископ на Мантуа.
По време на конклава 1565/1566 г. Франческо умира и е погребан в църквата Сан Лоренцо ин Лучина в Рим.